# Gare de Sahaouria
La gare de Sahaouria est une ancienne gare ferroviaire algérienne située sur le territoire de la commune de Mohammadia, dans la wilaya de Mascara.

## Situation ferroviaire
La gare est située sur la ligne d'Alger à Oran où elle est précédée de la gare de Yellel et suivie de celle de Mohammadia.

## Service des voyageurs

### Desserte
En 2023, la gare n'est pas desservie par les trains de la Société nationale des transports ferroviaires.